# Успение Богородично (Рахони)
Вижте пояснителната страница за други значения на Успение Богородично.
„Успение Богородично“ или „Света Богородица“ (на гръцки: Ιερός Ναός Κοιμήσεως της Θεοτόκου, Παναγίας) е възрожденска православна църква, енорийски храм на село Рахони (Вулгаро) на остров Тасос, Егейска Македония, Гърция, част от Филипийската, Неаполска и Тасоска епархия на Вселенската патриаршия.

## Архитектура
Църквата е построена над извор, северно извън селото, на мястото на по-стар еднокорабен храм през май 1822 година от майстори от Ано Казавити според трудночетлив надпис на плоча, вградена в северната фасада. В района са открити архитектурни остатъци от раннохристиянска църква и е съществувал малък храм „Свети Йоан Богослов“, който е вграден в западната част на новия храм. Съществуването на старата църква е било необходимо за получаване на разрешение за ремонт, а всъщност строеж на нов храм. На малко разстояние са метосите на Зограф и Ватопед.
В архитектурно отношение храмът е трикорабна базилика с трем на запад и женска църква над него. Тремът е с вътрешни размери от 5,05 m / 7,53 m и дебелина на стената от 0,55 m. Входът е в центъра на западната страна. Четири стъпала водят до много ниска двойна дървена, украсена с резба с флорални мотиви, врата към наоса.

## Вътрешност
Наосът има външни размери 15,30 m / 10,15 m и дебелина на стената от 0,80 m. Трите кораба са разделени от две редици от по четири колони с диаметър 0,30 m с акантов капител, свързани в полукръгли арки, на които са изписани евангелистите. Корабите от север на юг имат размери 2,40 m / 3,60 m / 2,15 m. Осветлението става през три двойни северни прозореца с решетки. е осветена от три решетки двукрили северно изложение прозорци. Таванът е дървен, единичен с трапецовидна форма. Подът е покрит с плочки.
Иконостасът е дъсчен с издълбана лозница. Финалът е фронтон, само с един резбован дървен кръст на върха на резбована база, украсена с флорални мотиви. Тази част е от по-стара църква. Амвонът е дървен и полукръгъл. Владишкият трон е от по-стария храм, заедно с резбования кръст на иконостаса. Според свещеник Александрос Алексопулос те са дар от Света гора. Като се започне от север иконите са „Свети Георги“ с надпис „Διεξόδου του τιμιωτάτου Κυρ μαμμούχα κ της συζήγου αυτού Ελεν / Δια χειρός μιχαήλ ΚΤΟς 1865“, „Свети Антоний“, „Свети Атанасий“, „Свети Спиридон“, „Света Богородица“, „Света Богородица“, царските двери, „Христос Вседържител“, „Свети Йоан Предтеча“, „Св. св. Козма и Дамян“ на южната врата, „Трима Светители“, „Свети Николай“ на южната стена.
Светилището има вътрешни размери 2,44 m х 8,62 m. Апсидата е полукръгла, с отвор 2,72 m и процеп за осветление. Отляво е полукръглана нища на протезиса. Високо в северната стена се отваря правоъгълен прозорец. Женската църква е достъпна от външния притвор с ново стълбище и отвън. Осветена е от три сводести прозореца, които наподобяват формата на прозорците на външния притвор. Външно храмът има Г-образна форма. Покривът е от нови керемиди, поставени в 1936 година на мястото на старите каменни плочи.